# Ivan Hrbek
Ivan Hrbek (20. června 1923 Praha – 20. března 1993 Praha) byl český orientalista, historik a překladatel z arabštiny.

## Život
Ivan Hrbek se narodil jako syn československého legionáře a generála Jaroslava Hrbka. Vystudoval v letech 1945–1950 semitskou filologii a dějiny islámu na Filozofické fakultě Univerzity Karlovy. Od roku 1953 působil jako vědecký pracovník Orientálního ústavu ČSAV a od roku 1961 přednášel externě dějiny Afriky na FF UK. Jako hostující profesor přednášel i na vysokých školách v Maroku, Ghaně, Senegalu, Německu a Velké Británii. K jeho nejvýznamnějším překladatelským počinům patří překlad Koránu, vydaný poprvé v roce 1972, opatřený úvodní studií, komentářem, poznámkami, bibliografií, rejstříkem, konkordancí, doslovem a vysvětlivkami o rozsahu 280 stran. Súry Koránu ve svém překladu seřadil podle chronologického sledu zjevení v jednotlivých obdobích. Překlad Ivana Hrbka je dodnes čtenářsky nejpoužívanějším překladem Koránu v češtině a je zároveň považován i za jeden z nejpřesnějších českých překladů svaté knihy muslimů. Působil také jako člen autorského kolektivu mezinárodního vědeckého výboru UNESCO, který vydával General History of Africa. Přispíval také do Encyclopaedia of Islam. Publikoval také množství prací o námořních objevitelích, válečných lodích a bitvách. Některé z nich napsal spolu se svým synem historikem Jaroslavem Hrbkem.
V mládí Hrbek konvertoval k islámu a formálně přijal muslimské jméno Ahmed. V období druhé světové války přispíval do časopisu Hlas, vydávaného českými muslimy. V období 1945 až 1955 vykonával fakticky funkci předsedy Muslimské náboženské obce pro Československo. V registračních protokolech (číslo jeho svazku: 21667) byl evidován jako agent StB pod jmény Antadior a Antadiop.
K jeho žákům patří například současný český arabista a afrikanista Luboš Kropáček.

### Vědecké práce a populárně-naučná literatura
- Dějiny Afriky, Svazek I-II. Praha : Svoboda, 1966. 481+654 s.
- Maroko. Praha : Svoboda, 1967. 140 s.
- Muhammad. Praha : Orbis, 1967. 225 s.
- Sjednocená arabská republika. Praha : Svoboda, 1969. 159 s.
- ABC cestovatelů, mořeplavců, objevitelů. Praha : Panorama, 1979. 285 s.
- Libyjská arabská lidová socialistická džamáhíríja. Praha : Svoboda, 1982. 198 s.
- Na mořích a oceánech. Praha : Panorama, 1989. 307 s. ISBN 80-7038-050-0.
- Salvy nad vlnami. Od výstřelu na Westerplatte po zkázu Bismarcku. Praha : Naše vojsko, 1993. 336 s. ISBN 80-206-0319-0. 2. vyd. Praha : Naše vojsko, 1997. 331 s. ISBN 80-206-0536-3. (spoluautor Jaroslav Hrbek)
- Krvavé oceány. Od plánu „Barbarossa“ k bitvě u Midway. Praha : Naše vojsko, 1994. 289 s. ISBN 80-206-0391-3. 2. vyd. Praha : Naše vojsko, 2002. 289 s. ISBN 80-206-0642-4. (spoluautor Jaroslav Hrbek)
- Dotek obráceného půlměsíce Praha: Grafit, 1994 (spoluautor František Krincvaj)
- Námořní válka vrcholí. Od obléhání Malty k boji u Severního mysu. Praha : Naše vojsko, 1995. 345 s. ISBN 80-206-0443-X. (spoluautor Jaroslav Hrbek)
- Vítězství přichází z moře. Od vylodění u Anzia po kapitulaci v Tokijském zálivu. Praha : Naše vojsko, 1999. 507 s. ISBN 80-206-0566-5. (spoluautor Jaroslav Hrbek)

### Překlady
- Korán. Praha: Odeon, 1972 (dvě další vydání Odeon, 1991 a Academia, 2000)
- Abú Bakr ibn Tufajl: Živý, syn bdícího. Praha: Státní nakladatelství krásné literatury, hudby a umění, 1957.
- Abdarrahmán aš-Šarkáwí: Země - Egyptský román. SNKLU, Praha 1958.
- Muhammad ibn Abdalláh ibn Battúta: Cesty po Africe, Asii a Evropě, vykonané v letech 1325 až 1354. SNKLU, Praha 1961
- Táhá Husajn: Volání hrdličky. SNKLU, Praha 1964
- Ibn Chaldún: Čas království a říší - Mukaddima. Praha, Odeon. 1972,
- Ghassán Kanafání: Muži na slunci a jiné povídky. Praha, Svoboda. 1982
- Abu l-Hasan ʿAlí al-Masʿúdí: Rýžoviště zlata a doly drahokamů. Praha, Odeon. 1983